# Parafia św. Katarzyny w Rzeczycy
Parafia Świętej Katarzyny w Rzeczycy – parafia rzymskokatolicka należąca do dekanatu Nowe Miasto nad Pilicą diecezji łowickiej. Erygowana w XIV wieku. Mieści się przy ulicy ks. Jędrzeja Kitowicza. Duszpasterstwo w niej prowadzą księża diecezjalni.
Parafia liczy 3714 wiernych.

## Proboszczowie i administratorzy w Rzeczycy
Źródło:
| 1.  | Stanisław                                 | 1364                         |
| 2.  | Piotr                                     | 1391                         |
| 3.  | Stanisław Wierzchowski herbu Drzewica     | 1503–1510                    |
| 4.  | Jan Sławieński                            | 1511–1522                    |
| 5.  | Wojciech Święcicki herbu Jastrzębiec      | 1616 – † 5.12.1644 w Łowiczu |
| 6.  | o. Albert z Inowłodza                     | 1644                         |
| 7.  | Aleksander Żakowski                       | 1650–1673                    |
| 8.  | Andrzej Lubałowicz                        | 1670                         |
| 9.  | Maciej Jaczkowski comendarz               | 1673                         |
| 10. | Jakub Wieszkowicz                         |                              |
| 11. | Grzegorz Pichorewicz                      |                              |
| 12. | Józef Orłowski comendarz i wikariusz      | 1677                         |
| 13. | Kazimierz Przyborowski proboszcz          | 1683                         |
| 14. | Aleksy Wojciech Skwarczyński              | 1711 – 20.01.1733            |
| 15. | Antoni Szurminski                         | 1733–1737                    |
| 16. | Michał Dzięcielski                        | 1738–1749                    |
| 17. | Józef Jaksa Marcinkowski                  | 1749–1779                    |
| 18. | Józef Oleszyński                          | 1767–1769                    |
| 19. | Krescencjusz Barcz                        | 1769–1770                    |
| 20. | Tomasz Gronkiewicz                        | 1770–1771                    |
| 21. | Moszyński augustianin                     | 1771–1772                    |
| 22. | Jagodziński augustianin                   | 1771–1772                    |
| 23. | de Czapliński dominikanin                 | 1771–1772                    |
| 24. | ks. Wojciech Przybyłowicz wikariusz       | 1774–1801                    |
| 25. | ks. Jędrzej Kitowicz                      | 06.1778 – † 03.04.1804       |
| 26. | ks. Tadeusz Janiszewski                   | 1805–1823                    |
| 27. | ks. Feliks Kozłowski                      | 26.10.1826 – † 06.05.1839    |
| 28. | ks. Michał Rogoziński                     | 1839–1846                    |
| 29. | ks. Alojzy Kałużyński zastępca proboszcza | 11.02.1845                   |
| 30. | ks. Wojciech Wysokiński administrator     | 1845                         |
| 31. | ks. Julian Grefkowicz                     | 26.03.1846 – 1849            |
| 32. | ks. Karol Jasiński                        | 20.03.1848 – 1852            |
| 33. | ks. Julian Stachurski                     | 1852–1861                    |
| 34. | ks. Karol Słupski                         | 25.05.1861 – 1864            |
| 35. | ks. Felicjan Pluciński                    | 1864–1886                    |
| 36. | ks. Mieczysław Skarżyński                 | 1886 – † 17.01.1904          |
| 37. | ks. Andrzej Włostowski                    | 1904                         |
| 38. | ks. Bronisław Kietliński                  | 1905 – 17.09.1907            |
| 39. | ks. Bronisław Szmidt                      | 1907 – 09.04.1909            |
| 40. | ks. Bernard Jastrzębski                   | 1909–1910                    |
| 41. | ks. Ryszard Paciorkowski                  | 1910–1913                    |
| 42. | ks. Stefan Bronisław Lewandowski          | 1914–1938                    |
| 43. | ks. Stanisław Laudy                       | 1938–1942                    |
| 44. | ks. Józef Jankowski                       | 1942–1948                    |
| 45. | ks. Tadeusz Rulski                        | 1948–1956                    |
| 46. | ks. Henryk Makowski                       | 1956–1959                    |
| 47. | ks. Bolesław Myczka                       | 1959–1965                    |
| 48. | ks.Bolesław Pius                          | 1965–1974                    |
| 49. | ks. Józef Uniejowski                      | 1974–1978                    |
| 50. | ks. Zenon Majcher                         | 1978–1982                    |
| 51. | ks. Zbigniew Rogatko                      | 1982–1986                    |
| 52. | ks. Jan Lewandowski                       | 1986–1993                    |
| 53. | ks. Piotr Majewski                        | 1993–2004                    |
| 54. | ks. Henryk Linarcik                       | 2004–2023                    |
| 55. | ks. Maciej Mroczkowski                    | od 2023                      |

## Zasięg parafii
Do parafii należą wierni z następujących miejscowości: Bobrowiec, Brzeg, Brzeziny, Brzozów, Glina, Grotowice, Kawęczyn, Lubocz, Łęg, Rzeczyca, Sadykierz, Zawady.